# Diapensiaceae
Diapensiaceae Lindl., 1836 è una famiglia di piante angiosperme dell'ordine Ericales.

## Tassonomia
La famiglia comprende i seguenti generi:
- Berneuxia Decne.
- Diapensia L.
- Galax Sims
- Pyxidanthera Michx.
- Schizocodon Siebold & Zucc.
- Shortia Torr. & A.Gray